# Nothing Happens
Nothing Happens é o primeiro álbum de estúdio da banda de rock alternativo estadunidense Wallows. Foi lançado em 22 de março de 2019 através da gravadora Atlantic Records. O álbum foi produzido por John Congleton, sendo considerado um álbum de indie rock e indie pop.

## Antecedentes
Dylan Minnette, Cole Preston e Braeden Lemasters já faziam música juntos muito antes do lançamento de Nothing Happens. A partir do encontro em uma aula de música, os três músicos se tornaram amigos íntimos e parceiros musicais. Finalmente, em 2017, com o nome de Wallows, o grupo lançou muitas músicas antes de seu álbum de estreia.
Em 1º de fevereiro de 2019, Wallows lançaria o primeiro single do álbum, "Are You Bored Yet?", com participação de Clairo. Um videoclipe subsequente também foi lançado no mesmo dia com uma participação especial de Noah Centineo. O segundo single do álbum "Scrawny" foi lançado em 18 de fevereiro de 2019, enquanto o terceiro single "Sidelines" foi lançado em 8 de março de 2019. O videoclipe de "Scrawny" foi lançado junto com o álbum em 22 de março de 2019.
Nothing Happens foi escrito e produzido por Braeden Lemasters (guitarra e vocais), Cole Preston (guitarra e bateria), Dylan Minnette (guitarra e vocal) e junto com o vencedor do Grammy John Congleton. Dylan Minnette era anteriormente conhecido por estrelar a série Netflix 13 Reasons Why. Pouco depois da temporada ir ao ar, Dylan anunciou sua banda "Wallows" e seu primeiro single, intitulado "Pleaser".
Wallows começou a trabalhar em Nothing Happens em 2018, logo após lançar seu primeiro EP, Spring. Antes de 2017, Wallows eram conhecidos como nomes de bandas diferentes, "The Feaver" e "The Narwhals".
Em entrevista à "Recording Academy", os membros da banda discutem como se sentiram ao terminar o álbum. Lemasters descreve que seu repertório desde o primeiro single, até a última música de Nothing Happens, representa um capítulo de suas vidas e como eles estão ansiosos para explorar novas formas de expressão com as próximas músicas.

## Lançamento e promoção
Nothing Happens (em vinil, CD, streaming digital e download) foi lançado pela Atlantic Records. Em apoio ao seu álbum de estreia, em 19 de fevereiro, Wallows cantou "Are You Bored Yet?", com Clairo, no The Tonight Show Starring Jimmy Fallon. Um dia antes do lançamento do álbum, em 21 de março, Wallows deu uma entrevista completa para a Atwood Magazine, descrevendo o processo de composição do álbum. O lançamento de seu álbum veio junto com um videoclipe para a música "Scrawny". Este vídeo foi descrito como "cômico", pois mostra a banda em uma luta de boxe. O vídeo também serviu para ganhar hype para o álbum porque a música e o videoclipe são animados e se destacam do resto do álbum. Em abril de 2019, Wallows se apresentou no Coachella Valley Music and Arts Festival em Indio, Califórnia, pela primeira vez. O álbum foi promovido em sua turnê 2019―2020, que foi interrompida devido à pandemia de COVID-19 de 2020. Devido à pandemia que interrompeu sua turnê, eles continuaram a encontrar maneiras de promover sua banda e dar aos fãs o que eles queriam. Wallows filmou quatro shows seguindo os procedimentos de segurança do COVID que permitiam aos fãs assistir às apresentações de Wallows em casa. Essas apresentações foram filmadas no Roxy Theatre, West Hollywood, para dar aos fãs uma sensação de normalidade.

## Recepção crítica
Nothing Happens recebeu críticas geralmente positivas dos críticos de música contemporânea. Gisselle Pernett, escrevendo para a Rock Cellar Magazine, achou o álbum uma mistura de canções dançantes e nostálgicas. Olivia Kesling do The Alternative considerou o álbum divertido, com uma energia contagiante. Enquanto isso, Matt Raven do Under the Radar descreveu os arranjos musicais semelhantes a The Shins e Death Cab for Cutie. Marcy Donelson disse para AllMusic que eles mostraram sua habilidade de ter profundidade lírica na maioria de suas faixas. A música "Scrawny" foi criticada por ter uma ironia mais autodepreciativa com letras simples e repetitivas.

## Lista de faixas
Todas as faixas escritas e compostas por Dylan Minnette, Cole Preston and Braeden Lemasters, exceto onde notado. 
| N.º            | Título                                        | Duração |  |
| 1.             | "Only Friend"                                 | 3:01    |  |
| 2.             | "Treacherous Doctor"                          | 2:43    |  |
| 3.             | "Sidelines"                                   | 3:00    |  |
| 4.             | "Are You Bored Yet?" (participação de Clairo) | 2:58    |  |
| 5.             | "Scrawny"                                     | 2:46    |  |
| 6.             | "Ice Cold Pool"                               | 3:57    |  |
| 7.             | "Worlds Apart"                                | 4:14    |  |
| 8.             | "What You Like"                               | 3:21    |  |
| 9.             | "Remember When"                               | 2:35    |  |
| 10.            | "I'm Full"                                    | 3:42    |  |
| 11.            | "Do Not Wait"                                 | 6:30    |  |
| Duração total: | Duração total:                                | 38:47   |  |

## Desempenho nas tabelas musicais
| Parada (2019)                           | Melhor posição |
| --------------------------------------- | -------------- |
| Estados Unidos (Billboard 200)          | 75             |
| Estados Unidos (Top Alternative Albums) | 8              |
| Estados Unidos (Top Rock Albums)        | 13             |

## Créditos
- Dylan Minnette - vocais, baixo, guitarra base, teclado
- Cole Preston - piano, guitarra, vocais, bateria, teclado
- Braeden Lemasters - guitarra solo, vocais, baixo